# Judgment Day 2005
Judgment Day 2005 è stata la settima edizione dell'evento in pay-per-view Judgment Day, prodotto dalla World Wrestling Entertainment. L'evento, esclusivo del roster di SmackDown!, si è svolto il 22 maggio 2005 al Target Center di Minneapolis.
Il main event dell'evento fu l'"I Quit" match per il WWE Championship tra il campione John Cena e lo sfidante John "Bradshaw" Layfield, vinto da Cena. I due incontri predominanti dell'undercard furono Rey Mysterio contro Eddie Guerrero, e Booker T contro Kurt Angle.
L'evento incassò 500.000 dollari, grazie ai 9.500 biglietti venduti.

## Storyline
La rivalità principale dell'evento fu quella per il WWE Championship tra il campione John Cena e lo sfidante John "Bradshaw" Layfield. A WrestleMania 21, Cena sconfisse JBL conquistando il WWE Championship. Nella puntata di SmackDown! del 7 aprile, il general manager di SmackDown! Theodore Long organizzò una serie di match tra i primi sfidanti dopo che JBL, Eddie Guerrero, Rey Mysterio, Big Show, Booker T e Kurt Angle chiesero un incontro per il WWE Championship. Il primo match annunciato da Long fu JBL contro Rey Mysterio. Mysterio venne squalificato in seguito all'interferenza di Eddie Guerrero che attaccò JBL, causando la vittoria di quest'ultimo. La settimana successiva a SmackDown!, Kurt Angle sconfisse Eddie Guerrero avanzando nelle finali. Più tardi nella stessa sera, John Cena rivelò una versione rotante del WWE Championship. Prima che il titolo potesse essere rivelato, JBL apparve con l'originale WWE Championship. Nella puntata di SmackDown! del 21 aprile, il match tra Booker T e Big Show si concluse in una doppia squalifica. A causa di ciò, Long annunciò un fatal four-way match tra JBL, Angle, Booker T e Show per la settimana successiva. JBL vinse il match dopo aver schienato Angle e ottenne il diritto di affrontare John Cena a Judgment Day per il WWE Championship. Nella puntata di SmackDown! del 5 maggio, Cena disse che avrebbe difeso il WWE Championship contro JBL in un "I Quit" match. Nella puntata di SmackDown! del 19 maggio, JBL affrontò Scotty 2 Hotty perdendo per squalifica. Dopo il match, JBL attaccò Scotty ordinandogli di dire "I quit". JBL proseguì l'attacco soffocando Scotty con una cintura di pelle costringendolo a dire "I quit". Quella stessa sera, Cena sconfisse i Basham Brothers (Doug Basham e Danny Basham) in un handicap match. Durante il match JBL, che era a bordo ring, gridò contro Cena intimandogli di dire "I quit".
Una delle rivalità predominanti dell'evento fu quella tra Rey Mysterio e Eddie Guerrero. A WrestleMania 21, Rey Mysterio sconfisse Eddie Guerrero. Nelle settimane che seguirono, Guerrero e Mysterio vennero sfidati dagli MNM (Joey Mercury, Johnny Nitro e Melina) per il WWE Tag Team Championship. Gli MNM sconfissero Guerrero e Mysterio vincendo il titolo di coppia in seguito all'abbandono di Guerrero durante il match. Nella puntata di SmackDown del 28 aprile, Guerrero e Mysterio ricevettero la rivincita per il titolo di coppia. Tuttavia durante il match, Mysterio colpì accidentalmente Guerrero con un flying body press portando Guerrero ad abbandonare ancora una volta il match, per poi tornare. Gli MNM mantennero il titolo dopo aver schienato Mysterio. La settimana successiva. Teddy Long annunciò uno Street Fight match tra Mysterio e il nipote di Guerrero, Chavo Guerrero, vinto da Mysterio. Dopo il match, Mercury e Nitro attaccarono Mysterio, il quale fu salvato da Guerrero. Successivamente, Guerrero attaccò Mysterio compiendo un turn heel. Di conseguenza, la settimana successiva Teddy Long annunciò un match tra Guerrero e Mysterio per Judgment Day.
L'altra rivalità predominante dell'evento fu tra Kurt Angle e Booker T. Nella puntata di SmackDown! del 28 aprile, Kurt Angle, Booker T, Big Show e JBL si affrontarono in un fatal four-way match che avrebbe decretato il primo sfidante al WWE Championship, vinto da JBL. Durante il match Angle colpì Booker T con una sedia d'acciaio, che a sua volta si vendicò colpendolo con un'altra sedia d'acciaio. La settimana successiva, Angle sfidò Booker T in un match per Judgment Day. Prima di ciò, Angle aveva insultato la moglie di Booker T, Sharmell, portando Booker ad attaccare Angle e accettare la sfida. Nella puntata di SmackDown! del 12 maggio, Angle ammise di voler fare "sesso perverso" con Sharmell. Quella stessa sera, Angle e Booker T si sarebbero dovuti affrontare in un match, nel quale Angle abbandonò per recarsi nel backstage da Sharmell. In seguito, Booker T entrò nel backstage e trovò Sharmell a terra piangendo. Ciò portò Angle ad attaccare Booker da dietro per poi spingerlo in un armadietto d'acciaio. La settimana successiva, Teddy Long stava per sospendere Angle costringendolo a scusarsi per le sue azioni. Angle si scusò, ma disse di aver baciato Sharmell e di averle permesse di accarezzare le sue "parti intime".

## Evento
Prima della messa in onda dell'evento, Nunzio sconfisse Akio a Sunday Night Heat.

### Match preliminari
Il primo match dell'evento fu quello per il WWE Tag Team Championship tra la coppia campione degli MNM (Joey Mercury e Johnny Nitro) (accompagnati da Melina) contro quella sfidante formata da Charlie Haas e Hardcore Holly. Il match iniziò con Nitro e Haas. In seguito, Haas si portò in vantaggio per poi dare il cambio a Holly. Dopo un batti e ribatti, gli MNM eseguirono la Snapshot ai danni di Haas. Mercury schienò poi Haas mantenedo il titolo di coppia.
Il match successivo fu tra Big Show e Carlito (accompagnato da Matt Morgan). Per quasi tutta la durata del match, Big Show sfruttò la propria stazza per dominare Carlito. Successivamente, Carlito si portò in vantaggio nei confronti di Show. Verso le fasi finali della contesa dopo che Carlito aveva colpito Big Show con un colpo basso, Matt Morgan eseguì una F-5 su Show permettendo a Carlito di schienarlo e vincere il match.
Il terzo match fu quello per il Cruiserweight Championship tra il campione Paul London e lo sfidante Chavo Guerrero. Dopo un batti e ribatti, London eseguì il 450° splash su Guerrero per poi schienarlo e mantenere il titolo.
Il match seguente fu tra Kurt Angle e Booker T. Dopo che Booker lanciò Angle verso le corde del ring per poi eseguire su di lui uno shoulder charge, Angle iniziò a sanguinare dalla bocca. L'incontro vide delle offensive sia da Booker che da Angle. Angle tentò di eseguire la Angle Slam, ma Booker T rovesciò la manovra in un roll-up per vincere il match.

### Match principali
Il quinto match fu quello per lo United States Championship tra il campione Orlando Jordan e lo sfidante Heidenreich. Il match iniziò con Jordan che colpì Heidenreich con un dropkick mandando Heidenreich fuori dal ring. In seguito, Heidenreich si portò in vantaggio dopo aver colpito Jordan con un suplex. Successivamente, Jordan eseguì una DDT su Heidenreich per poi schienarlo e mantenere il titolo.
Il match che seguì fu tra Eddie Guerrero e Rey Mysterio. Durante il match, Mysterio tentò di contrattaccare l'offensiva di Guerrero, ma quest'ultimo bloccò tutti i tentativi di Mysterio. In seguito, Mysterio riuscì a portarsi in vantaggio dopo aver eseguito un flying headbutt su Guerrero. Successivamente, mentre Eddie stava prendendo una sedia d'acciaio, Chavo Guerrero accorse a bordo ring per distrarre l'arbitro. Eddie provò a colpire Mysterio con la sedia, ma quest'ultimo contrattaccò l'attacco colpendo Guerrero con un low dropkick per poi eseguirne un altro gettando Guerrero verso le corde per la 619. Mysterio vinse per squalifica dopo essere stato colpito da Guerrero con una sedia d'acciaio.
Il main event fu l'"I Quit" match per il WWE Championship tra il campione John Cena e lo sfidante John "Bradshaw" Layfield. Durante il match, sia Cena sia JBL si portarono in vantaggio l'uno sull'altro. Cena eseguì un back body drop ai danni di JBL sul tavolo dei commentatori. Poco dopo, JBL colpì Cena con una sedia d'acciaio causandogli una ferita alla fronte. JBL colpì Cena con la Clothesline From Hell, che a sua volta eseguì in seguito su Layfield l'F-U. Più avanti nel match nell'area dello stage, Cena lanciò JBL verso un monitor, causandogli una ferita. JBL si arrese prima che Cena potesse colpirlo con un tubo di scarico del camion, sancendo la vittoria di Cena. Dopo il match, Cena colpì JBL con il tubo di scarico facendolo cadere su un pannello di vetro come parte dello stage d'entrata. A causa delle quantità di sangue perse da Cena e JBL, sul WWE Network l'evento è stato classificato TV-MA.

## Conseguenze
Nella puntata di Raw del 6 giugno, l'avventura di John Cena a SmackDown! si concluse in quanto divenne il primo wrestler ad essere stato selezionato dal general manager di Raw Eric Bischoff nella draft lottery. Cena iniziò subito una rivalità con Eric Bischoff dopo essersi rifiutato di partecipare alla "guerra" di Bischoff contro l'Extreme Championship Wrestling (ECW). Cena riprese la sua rivalità con Christian, in quanto i due avevano avuto un altergo a gennaio alla Royal Rumble. Durante la rivalità, venne coinvolto anche Chris Jericho, il quale aveva protestato le azioni di Bischoff nell'annunciare il match per il WWE Championship tra Cena e Christian a Vengeance. Dopo aver sconfitto Christian e Tyson Tomko in un tag team match, Jericho tradì Cena. Convinto dall'esito degli eventi, Bischoff cambiò il match con l'aggiunta di Jericho, rendendolo un triple threat match per il WWE Championship a Vengeance. All'evento, Cena mantenne il titolo.
Nella puntata di SmackDown! del 30 giugno, si svolse un match tra sei wrestler per il nuovo titolo di SmackDown!, JBL, uno dei partecipanti, vinse l'incontro, ma Theodore Long annunciò che non era ancora campione. Invece vinse un'opportunità per il World Heavyweight Championship di Batista, che fu l'ultima scelta nella draft lottery, rendendo il World Heavyweight Championship un'esclusiva di SmackDown!. La settimana successiva, fu annunciato che Batista avrebbe affrontato JBL a The Great American Bash per il World Heavyweight Championship. A The Great American Bash, Batista venne squalificato per aver attaccato JBL con una sedia e quest'ultimo fu dichiarato vincitore. Da risultato, Batista mantenne il titolo.
Nella puntata di Raw del 13 giugno, Kurt Angle fu trasferito nell'omonimo roster per merito della draft lottery, nel quale continuò la sua rivalità con Shawn Michaels. All'inizio dell'anno, Angle e Michaels presero parte al royal rumble match dell'omonimo evento. Durante il match, Michaels eliminò Angle. Angle si vendicò tornando sul ring per eliminare e attaccare Michaels. I due iniziarono una rivalità, che portò a un match interpromozionale tra i due a WrestleMania 21, nel quale Angle apparteneva al roster di SmackDown! e Michaels al roster di Raw, vinto da Angle dopo aver costretto Michaels a cedere all'Ankle lock. Nella stessa sera in cui Angle era stato spostato a Raw, Michaels lo sfidò in una rivincita a Vengeance, accettata da Angle. A Vengeance, Michaels sconfisse Angle.
La rivalità tra Eddie Guerrero e Rey Mysterio continuò. Nella puntata di SmackDown! del 30 giugno, Guerrero minacciò di rivelare un segreto riguardante il figlio di Mysterio, Dominick. Ciò portà alle famiglia di Guerrero e Mysterio ad implorare Guerrero a non rivelare il segreto. A The Great American Bash, Mysterio sconfisse Guerrero in un match nel quale se Guerrero avesse perso, non avrebbe dovuto rivelare il segreto. Nella puntata di SmackDown! del 28 luglio, Guerrero rivelò il segreto affermando di essere il padre biologico di Dominick, in quanto Guerrero sapeva che Mysterio aveva dei problemi nel formare una famiglia e lasciò crescere Dominick con la famiglia di Mysterio. Nelle settimane successive, Guerrero minacciò di prendere in custodia Dominick facendo preparare dei documenti da presentare a Mysterio dal suo avvocato. Ciò portò a un Ladder match per la costudia di Dominick a SummerSlam, dove a vincere fu Mysterio.

## Risultati
| #    | Incontri                                                           | Stipulazioni                                       | Durata |
| ---- | ------------------------------------------------------------------ | -------------------------------------------------- | ------ |
| Heat | Nunzio ha sconfitto Akio                                           | Single match                                       | 03:29  |
| 1    | MNM (c) (con Melina) hanno sconfitto Charlie Haas e Hardcore Holly | Tag team match per il WWE Tag Team Championship    | 08:06  |
| 2    | Carlito (con Matt Morgan) ha sconfitto Big Show                    | Single match                                       | 04:41  |
| 3    | Paul London (c) ha sconfitto Chavo Guerrero                        | Single match per il WWE Cruiserweight Championship | 10:41  |
| 4    | Booker T ha sconfitto Kurt Angle                                   | Single match                                       | 14:10  |
| 5    | Orlando Jordan (c) ha sconfitto Heidenreich                        | Single match per il WWE United States Championship | 04:54  |
| 6    | Rey Mysterio ha sconfitto Eddie Guerrero per squalifica            | Single match                                       | 18:30  |
| 7    | John Cena (c) ha sconfitto John "Bradshaw" Layfield                | "I Quit" match per il WWE Championship             | 22:45  |